# Alberto Bochatey
Alberto Germán Bochatey Chaneton OSA (Buenos Aires, 23 de julio de 1955) es un eclesiástico, académico, teólogo y bioético católico argentino, obispo auxiliar de La Plata.

## Biografía
Nació el 23 de julio de 1955, en la ciudad argentina de Buenos Aires, siendo el tercero de seis hermanos.
Realizó su formación primaria y secundaria en el Colegio San Agustín. Estudió en el Liceo Militar General San Martín.
Completó sus estudios de Filosofía en España (1975-1977), mientras que los de Teología en Roma (1977-1980), en el Instituto Patrístico Augustinianum y en la Pontificia Universidad Lateranense.
En 1986, de regreso a Roma, obtuvo la licenciatura en Teología moral en la Academia Pontificia Alfonsiana (1988), y una maestría en Bioética en la Facultad de Medicina y Cirugía Agostino Gemelli de la Universidad Católica del Sagrado Corazón, y en el Pontificio Instituto Juan Pablo II (1997-1999).

### Vida religiosa
En septiembre de 1974, ingresó al noviciado de la Orden de San Agustín en el Monasterio de Santa María de la Vid (España), realizando su primera profesión de votos religiosos el 12 de septiembre de 1975.
En 1980, regresó a la Argentina, para ser destinado a la parroquia Nuestra Señora del Pilar en Rosario (1980-1982). Realizó la profesión solemne el 21 de diciembre de 1980.
Fue miembro del equipo de formación y ecónomo en la casa de formación en Buenos Aires (1982-1983).
Su ordenación sacerdotal fue el 24 de abril de 1981, en la parroquia San Agustín de Buenos Aires, a manos del obispo Diego Gutiérrez Pedraza O.S.A; siendo destinado a la misma parroquia.
Como sacerdote desempeñó los siguientes ministerios:
- Vicario parroquial de Nuestra Señora del Pilar en Rosario (1981-1983).[4]
- Vicario parroquial de San Agustín, en Buenos Aires (1983-1986).
- Prior de la comunidad y párroco de San Agustín, en Mendoza (1989-1996).[1]
- Prior en la casa de formación en Buenos Aires, y consejero del Vicariato de la Orden en Argentina (1997-2006).
- Profesor de Teología moral y director del Instituto de Bioética (2001-2010);[4] director de la Maestría en Ética Biomédica y profesor de Bioética, en la Facultad de Ciencias Médicas en la Universidad Católica Argentina (UCA).[5]
- Director de la revista Vida y ética, de la UCA.
- Rector y prior del Seminario de la Orden de San Agustín en Argentina y Uruguay (1999 -2008).[5]
- Miembro de la comunidad de San Martín de Tours, en Buenos Aires (2007-2013).
- Rector del Colegio Internacional Santa Mónica, en Roma (2010-2013).
- Presidente del Instituto para el Matrimonio y la Familia, en la UCA.
- Consultor teólogo de la Congregación para las Causas de los Santos.[3]
- Miembro del Departamento Vida y Familia, Sección Vida, del Consejo Episcopal Latinoamericano (CELAM).
- Miembro de la Comisión de Fe y Cultura, de la Conferencia Episcopal Argentina (CEA).[2]
- Miembro del consejo directivo y miembro fundador de la Federación Internacional de Instituciones de Bioética con Orientación Personalista.[5]
- Secretario ejecutivo y fundador de la Federación Latinoamericana de Instituciones de Bioética y el Caribe.[6]
- Fundador y miembro de la comisión directiva de la Asociación Argentina de Bioética.
- Miembro de la Comisión Nacional de Bioética del Ministerio de Salud —hasta su disolución—.
- Profesor visitante en el Centro de Bioética Clínica de la Universidad de Georgetown (Estados Unidos).[4]
- Colaborador externo del Instituto de Bioética, de la Universidad Católica del Sagrado Corazón.

### Episcopado
El 12 de diciembre de 2012, el papa Benedicto XVI lo nombró obispo titular de Monte di Mauritania y obispo auxiliar de La Plata. Fue consagrado el  9 de marzo de 2013, en la catedral de La Plata; a manos del arzobispo Héctor Rubén Aguer.
- Delegado diocesano para las Religiosas.
- Vicecanciller y delegado diocesano de la Universidad Católica de La Plata (UCALP).
- Presidente de la Comisión de Salud de la Conferencia Episcopal Argentina (CEA).
- Secretario general de la CEA (desde 2021).[10]

El 13 de junio de 2017, fue nombrado miembro ordinario de la Pontificia Academia para la Vida, y el 5 de agosto del mismo año, miembro de la comisión directiva de la misma institución vaticana, siendo parte de la comitiva hasta octubre de 2022.
El 24 de junio de 2017, fue nombrado comisario apostólico para investigar las denuncias de abuso sexual en el Instituto Próvolo de Mendoza. En noviembre de 2019, en un comunicado pidió disculpas en nombre de la Iglesia católica, por las condenas judiciales que recibieron los sacerdotes investigados, Nicola Corradi y Horacio Corbacho.
El 4 de junio de 2018, fue nombrado administrador apostólico sede vacante de La Plata, cargo que ejerció hasta la posesión del nuevo arzobispo Víctor Fernández. Nuevamente fue nombrado administrador apostólico, durante la transición del trasladado de Fernández a la Santa Sede y la posesión de Gabriel Mestre como nuevo arzobispo, entre el 6 de agosto y el 16 de septiembre de 2023. El 27 de mayo de 2024, tras la sorpresiva renuncia de Mestre fue de nuevo nombrado a cargo de la sede platense.

## Honores

### Académicos
- Académico de la Pontificia Academia para la Vida.
- Académico de la Academia Argentina de Ética en Medicina.
- Académico correspondiente por la Provincia de Buenos Aires, de la Academia Nacional de Ciencias Morales y Políticas (31 de mayo de 2023).[20]

## Obras

### Libros
- Bochatey, A. (1994). Bioética y Teología Moral. Buenos Aires: Ed. Paulinas.
- Bochatey, A. (1996). Bioética: Experiencia transdisciplinar desde un Comité Hospitalario de Ética. Buenos Aires: Ed. Lumen.
- Bochatey, A. (1999). Bioética: Sus instituciones. Buenos Aires: Ed. Lumen.

### Trabajos de investigación
- Bochatey, A. (1992-1993). Intensive Bioethics Course [Curso Intensivo de Bioética]. Estados Unidos.: Instituto Kennedy de Ética de la Universidad de Georgetown.[1]
- Bochatey, A. (1996). Bioética de las virtudes. Estados Unidos.: Centro de Bioética Clínica de la Universidad de Georgetown.
- Bochatey, A. (2000-2004). Bioética de las Virtudes y bioética personalista. Roma: Pontificia Universidad Lateranense.

### Disertaciones
- Bochatey, A. (2023). Dignidad humana en las ciencias y política: Una perspectiva moral. Buenos Aires. pp. 8-32.[20]